# Артос

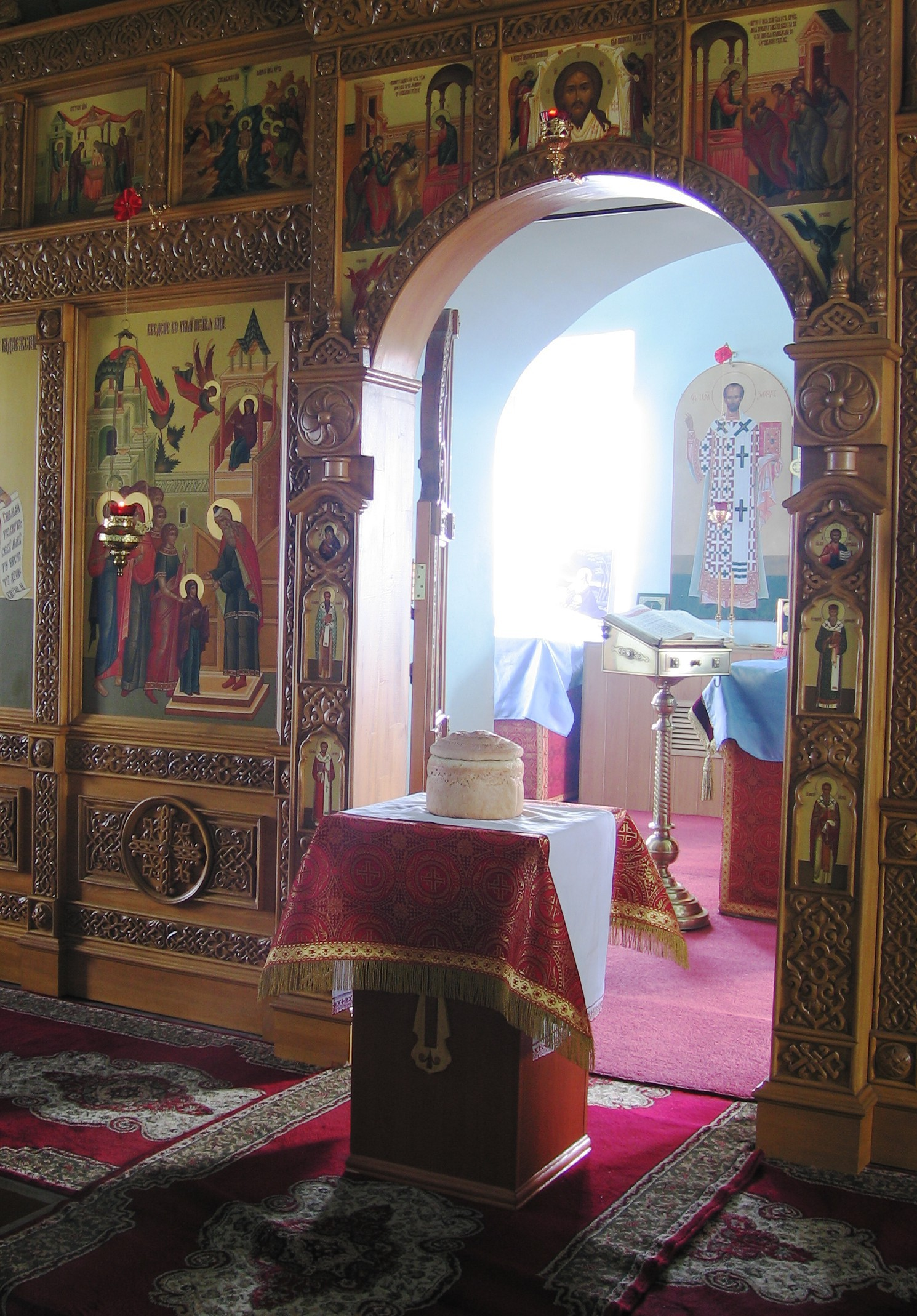
Артос на аналое перед отверстыми Царскими вратами

А́ртос (а́ртус, греч. ἄρτος — «хлеб, приготовленное», от ἀρτύω) в Православной церкви — хлеб, приготовляемый на закваске, освящаемый в первый день Пасхи и раздаваемый православным христианам в субботу.
Согласно Типикону, артос — всецелая просфора (целая и без изъятия частиц) с изображением креста, однако в русской практике он представляет собой высокий цилиндрический хлеб, в центре которого обычно изображают Воскресение Христово, в то время как в практике афонских монастырей, — это хлеб небольшого размера, подобный тому, что благословляется за Всенощным бдением.

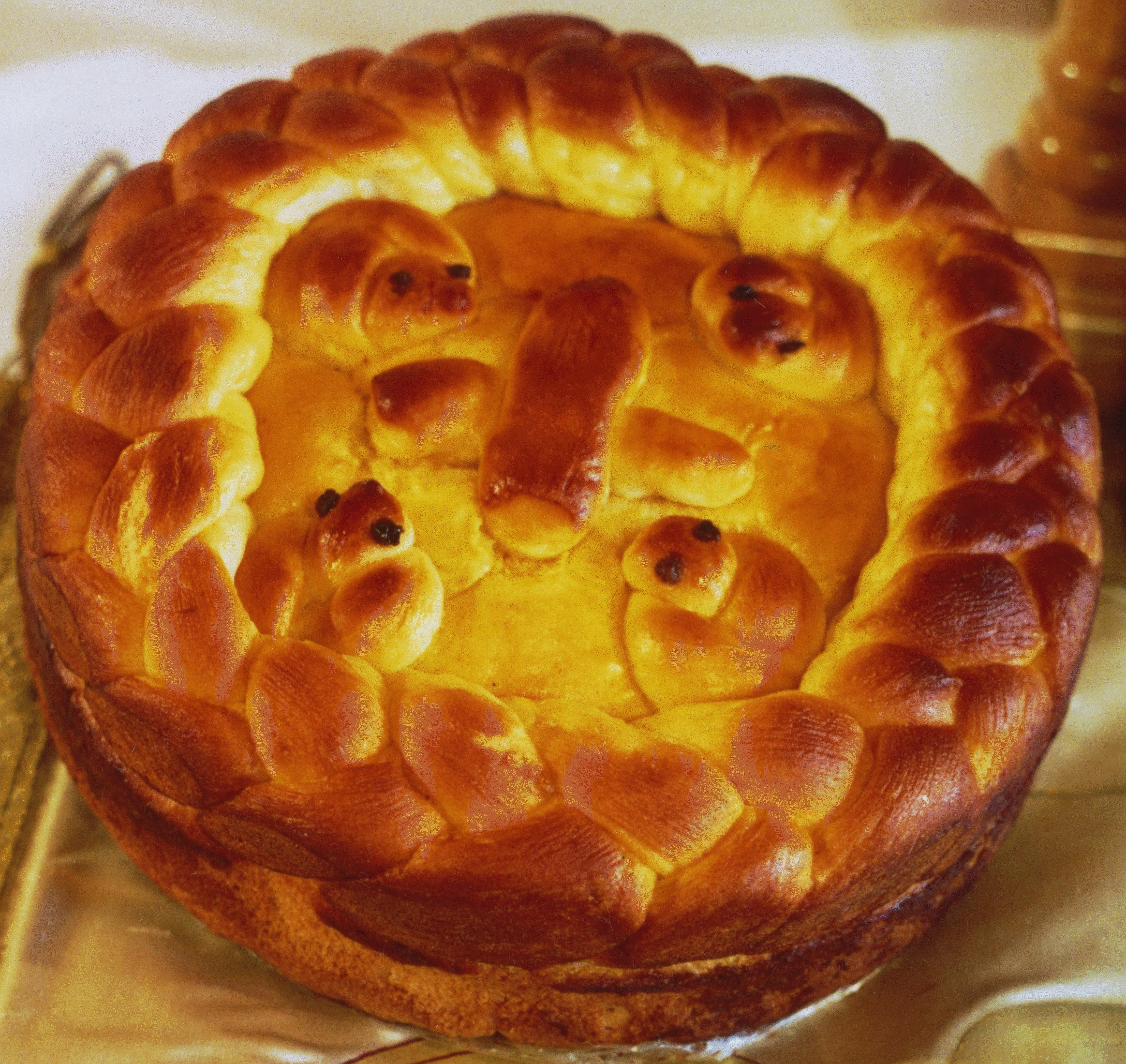
Артос из Закарпатья

## История
Первое сообщение об использовании артоса зафиксировано в Евергетидском Типиконе (первая половина XII века). Согласно ему, после литургии в Светлый понедельник: «По окончании же [трапезы] глаголем: „Благословен Бог, питающий нас“, и тотчас трапезарий возвышает хлебы [άρτος], говоря: „Христос воскресе“», а в субботу Светлой седмицы «иерей раздробляет хлебы (άρτος), а трапезарий раздает всем братиям». Схожие указания содержит Иерусалимский Типикон.
Литургические комментарии связывают происхождение артоса с апостолами, которые после Вознесения Христова  оставляли за трапезой для Него часть хлеба, тем самым символически изображая Его присутствие за трапезой (ср. панагиар). Это сказание отражено в памятниках древнерусской литературы: послание Нила Грека, епископа Тверского к вельможе Георгию Дмитриевичу «О воздвижении пресвятыя и о артусе» и «Вопрошении известно от некоих» Максима Грека.
Традиция изготовления артоса сильно повлияла на пасхальную кухню православных народов, народным переосмыслением артоса является пасхальный хлеб — кулич русских, паска украинцев, козунак румын и молдаван и т. д.

## Современная практика
В приходской практике Русской православной церкви освящение артоса происходит в первый день Пасхи, на литургии после заамвонной молитвы, обычно на солее или в Царских вратах. Как правило, оно включает в себя, помимо молитвы, каждение и окропление святой водой. Освящённый артос кладётся на аналой, в промежутках между богослужениями располагаемый в Царских вратах, во время богослужений — перед иконой Христа. Во время крестного хода, совершаемого на Светлой седмице ежедневно, согласно установившейся приходской практике, артос обносят вокруг храма и полагают затем на прежнее место. В Светлую субботу после чтения молитвы и раздробления артос раздаётся всем участникам богослужения.
В российской практике распространён обычай хранить артос дома для последующего употребления натощак, что происходит в особых случаях (например, при болезни).